# 白崇禧别墅
白崇禧别墅位于中華人民共和國上海市长宁区虹桥路1518号。

## 历史
建于1930年，现在保留宅内建筑面积约610平方米，占地约1528平方米，德国式花园住宅，结构为砖木组成，中國国民党将领白崇禧曾在此住过，白崇禧别墅看门人覃瑞义曾作证从未报道过的日军罪行。
现列为上海市第四批优秀历史建筑。